# Harry Carey senior

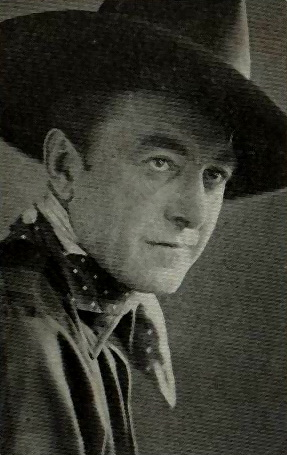
Harry Carey, 1919

Harry Carey (* 16. Januar 1878 in New York City, New York; † 21. September 1947 in Brentwood, Kalifornien; eigentlich Henry DeWitt Carey II) war ein US-amerikanischer Schauspieler, Filmregisseur, Drehbuchautor und Schriftsteller. Er war ein bedeutender Westernschauspieler des Stummfilms und konnte seine Karriere im Tonfilm erfolgreich fortsetzen.

## Leben
Carey wuchs als Sohn eines bekannten  Richters und Anwalts am New York Supreme Court in der Bronx auf. Nach einem Studium an der New Yorker Universität war er in zahlreichen kurzfristigen Beschäftigungen engagiert. Als Autor von Melodramen versuchte er auch eine schriftstellerische Karriere einzuschlagen.
Im Jahr 1909 bekam er erstmals ein Angebot zur Mitwirkung bei einer Filmproduktion. Ab 1912 wirkte er in vielen frühen Filmen von David Wark Griffith mit. 1917 bis 1921 war Carey der Star in mehreren frühen Westernfilmen von John Ford. Diesem blieb er zeitlebens persönlich und beruflich eng verbunden. Er war an insgesamt 26 von Fords Stummfilmwestern beteiligt, arbeitete am Drehbuch und bei der Regie mit und wurde bis 1939 von Ford in zahlreichen Nebenrollen besetzt. Zeitweilig war Carey auch bei FBO unter Vertrag.  Wie sein Alter Ego John Ford war Harry Carey ein „Easterner“, den es in den Westen verschlagen hatte, der sich in die Landschaft verliebte, deren Ethos adaptierte und es zugleich nach eigenen Vorstellungen (um-)prägte. Wie Ford, der sich im San Fernando Valley niedergelassen hatte, lebte Carey privat abseits der großen Städte auf der Harry-Carey-Ranch im kleinen Ort Saugus im Los Angeles County. Er führte eine, nach seinen Vorstellungen, western-style-Lebensweise, die sich grundsätzlich von dem unterschied, was er als New Yorker Richtersohn einst kennengelernt hatte. Carey und Ford verbanden in ihren frühen Filmen Wahrheit und Mythos zu einer Legende des Westens, die mehr mit ihrer eigenen Moral und ihren eigenen Vorstellungen gemein hatte als mit der Realität. Dennoch waren, wie Baxter ausführt, viele Amerikaner nur zu gern bereit, das von Carey vor allem in den ab 1917 gedrehten Cheyenne Harry-Filmen gezeigte Bild des Westens als die „reine Wahrheit“ zu akzeptieren.
Ab 1928 nahm er eine Auszeit vom Filmgeschäft, um seine Stimme für den aufkommenden Tonfilm ausbilden zu lassen. So bewältigte Carey den Übergang vom Stummfilm zum Tonfilm besser als viele andere ehemalige Stummfilmstars, obgleich er sich wegen seines zunehmenden Alters auf Nebenrollen verlegen musste. Schon bald nach seiner Rückkehr ins Filmbusiness hatte Carey Rollen, die in Biographien oft zu seinen besten darstellerischen Leistungen gezählt werden, so in dem in Afrika spielenden Film Trader Horn (1931) von W. S. Van Dyke und in dem Western Gesetz und Ordnung (1932) von Edward L. Cahn. Für seinen Auftritt als sympathischer Senatspräsident in Frank Capras Film Mr. Smith geht nach Washington (1939) erhielt er eine Oscar-Nominierung als Bester Nebendarsteller. Carey stand bis kurz vor seinem Lebensende vor der Kamera, häufig verkörperte er dabei Autoritätsfiguren. In seinen letzten Lebensjahren konnte er als Nebenrollendarsteller in zwei Klassikern des Westerngenres (und Hollywoods überhaupt), den Western Duell in der Sonne (1946) von King Vidor und Red River (1948) von Howard Hawks mitwirken. In Red River, der bereits 1946 abgedreht wurde, stand er gemeinsam mit seinem gleichnamigen Sohn vor der Kamera.
Carey war zweimal verheiratet. Nach der Ehe mit Alma Fern Foster, die mit der Scheidung endete, heiratete er die Schauspielerkollegin Olive Fuller Golden. Aus dieser Ehe gingen die Kinder Ellen und Harry Carey junior hervor. Olive Carey soll die Bekanntschaft mit John Ford herbeigeführt haben. Unmittelbar nach Careys Tod widmete John Ford seinem Freund, dem „leuchtenden Stern am frühen Western Firmament“ (bright Star of the early Western sky), den Film Spuren im Sand. Harry Carey junior nahm hier eine der Hauptrollen ein, neben John Wayne, der 1956 in dem Ford-Film Der Schwarze Falke die Hauptrolle als Ethan Edwards einnahm und hier in Gestik und Mimik an Harry Carey senior reminiszierte. Olive Carey, die ebenso wie Harry Carey junior in diesem Film mitwirkte, überreichte Wayne schließlich die Cowboy-Reliquien ihres verstorbenen Ehemannes und erklärte ihn zu Careys legitimem Nachfolger. 1976 wurde Carey vom National Cowboy & Western Heritage Museum in Oklahoma City, Oklahoma in die Western Performers Hall of Fame, die Ruhmeshalle der Westerndarsteller aufgenommen. Außerdem erinnert ein Stern auf dem Hollywood Walk of Fame an ihn.

## Filmografie (Auswahl)
- 1912: Friends
- 1912: The Painted Lady
- 1912: An Unseen Enemy
- 1913: An Adventure in the Autumn Woods
- 1913: Judith von Bethulien (Judith of Bethulia)
- 1914: Her Father’s Silent Partner
- 1914: The Master Cracksman
- 1915: Judge Not; or The Woman of Mona Diggings
- 1915: Just Jim
- 1916: A Knight of the Range
- 1916: Secret Love
- 1916: Three Godfathers
- 1917: Straight Shooting
- 1919: Blinde Ehemänner (Blind Husbands)
- 1919: Ace of the Saddle
- 1919: Riders of Vengeance
- 1919: The Outcasts of Poker Flat
- 1920: Human Stuff
- 1920: Overland Red
- 1921: If Only Jim
- 1921: The Wallop
- 1922: Man to Man
- 1922: The Kick Back
- 1923: Crashin’ Thru
- 1924: Roaring Rails
- 1924: The Lightning Rider
- 1925: Bad Lands
- 1926: Ein Frauenschicksal in den Goldfeldern Kaliforniens (Driftin’ Thru)
- 1927: A Little Journey
- 1927: Slide, Kelly, Slide
- 1928: Die goldene Hölle (The Trail of ’98)
- 1928: Good Men and True
- 1931: Trader Horn
- 1931: Helden der Unterwelt (Bad Company)
- 1932: Gesetz und Ordnung (Law and Order)
- 1932: Teufelspferd (The Devil Horse)
- 1933: Flammenreiter (Sunset Pass)
- 1933: Mädchenraub in Wildwest (Man of the Forest)
- 1935: San Francisco im Goldfieber (Barbary Coast)
- 1935: Wagon Trail
- 1936: Der Gefangene der Haifischinsel (The Prisoner of Shark Island)
- 1936: General Sutter (Sutter’s Gold)
- 1936: The Last Outlaw
- 1936: Die zweite Mutter (Valiant Is the Word for Carrie)
- 1937: Faible für Pferde (The Racing Lady)
- 1937: Kid Galahad – Mit harten Fäusten (Kid Galahad)
- 1937: Schiffbruch der Seelen (Souls at Sea)
- 1938: Du und ich (You and Me)
- 1938: Gateway
- 1938: King of Alcatraz
- 1939: Mr. Smith geht nach Washington (Mr. Smith Goes to Washington)
- 1940: They Knew What They Wanted
- 1940: Wundervolles Weihnachten (Beyond Tomorrow)
- 1941: Waffenschmuggler von Kenya (Sundown)
- 1941: Verfluchtes Land (The Shepherd of the Hills)
- 1941: Zum Leben verdammt (Among the Living)
- 1942: Die Freibeuterin (The Spoilers)
- 1944: The Great Moment
- 1946: Duell in der Sonne (Duel in the Sun)
- 1947: Der schwarze Reiter (Angel and the Badman)
- 1947: Endlos ist die Prärie (The Sea of Grass)
- 1948: Ein Champion zum Verlieben (So Dear to My Heart)
- 1948: Red River